# Григорівка (Новопразька селищна громада)
Григорі́вка —  село в Україні, в Олександрійському районі Кіровоградської області. Населення становить 77 осіб. Орган місцевого самоврядування — Новопразька селищна рада.

## Географія
Селом протікає річка Бересновата, яка між Іванівкою й Головківкою впадає у річку Бешку.

## Населення
Згідно з переписом УРСР 1989 року чисельність наявного населення села становила 33 особи, з яких 12 чоловіків та 21 жінка.
За переписом населення України 2001 року в селі мешкало 77 осіб.

### Мова
Розподіл населення за рідною мовою за даними перепису 2001 року:
| Мова       | Відсоток |
| ---------- | -------- |
| українська | 97,40 %  |
| російська  | 1,30 %   |
| інші       | 1,30 %   |